# Chamaecytisus cetius
Chamaecytisus cetius là một loài thực vật có hoa trong họ Đậu. Loài này được (Beck) Dostál miêu tả khoa học đầu tiên năm 1984.